# Feucherolles
Feucherolles település Franciaországban, Yvelines megyében. Lakosainak száma 3038 fő (2022. január 1.). Feucherolles Chambourcy, Chavenay, Crespières, Davron, Orgeval, Poissy és Saint-Nom-la-Bretèche községekkel határos.

## Népesség
A település népességének változása:
| Lakosok száma | 2792 | 2839 | 2998 | 2874 | 2951 | 2983 | 3001 | 3020 | 3038 |
|               | 2013 | 2015 | 2016 | 2017 | 2018 | 2019 | 2020 | 2021 | 2022 |